# Fliegerhorst Freiwaldau
Der Fliegerhorst Freiwaldau war ein Fliegerhorst der Luftwaffe der Wehrmacht nahe dem niederschlesischen Freiwaldau.

## Geschichte
Der Fliegerhorst wurde 1936 neu angelegt. Es gab einen mittleren transportablen Hangar und zwei Werkstätten nordwestlich der Start- und Landebahn, die einen Grasuntergrund hatte. Im Norden befanden sich Unterkunftsbaracken. Ab 1936 diente der Fliegerhorst der Ausbildung von Flugzeugführern auf ein- und zweimotorigen Jagdflugzeugen. Dazu waren bis 1942 verschiedene Flugzeugführerschulen hier beheimatet. Die folgende Tabelle zeigt eine Auflistung ausgesuchter fliegender aktiver Einheiten (ohne Schul- und Ergänzungsverbände), die hier zwischen 1939 und 1945 stationiert waren.
| Von          | Bis            | Einheit                                                                                        | Ausrüstung        |
| ------------ | -------------- | ---------------------------------------------------------------------------------------------- | ----------------- |
| August 1939  | September 1939 | II., III./KG z. b. V. 2 (II. und III. Gruppe des Kampfgeschwaders zur besonderen Verwendung 2) | Junkers Ju 52     |
| Februar 1941 | Juni 1941      | III./KG 53 (III. Gruppe des Kampfgeschwaders 53)                                               | Heinkel He 111    |
| Februar 1945 | Februar 1945   | I./JG 6 (I. Gruppe des Jagdgeschwaders 6)                                                      | Focke-Wulf Fw 190 |
| Februar 1945 | Februar 1945   | Stab, II./SG 2 (Stab und II. Gruppe des Schlachtgeschwaders 2)                                 | Focke-Wulf FW 190 |

Im Frühjahr 1945 wurde der Flugplatz Kampfzone der sowjetischen 2. Luftarmee und schließlich von Einheiten der 1. Ukrainischen Front eingenommen. Im April diente Freiwaldau der Roten Armee noch als Frontflugplatz verschiedener, mit P-39 ausgerüsteter Jagdfliegerregimenter der 9. Gardejagdfliegerdivision. Nach Kriegsende nutzten die polnischen Luftstreitkräften das Areal noch eine Zeitlang als Reserveflugplatz Borowe (Burau). Freiwaldau heißt seit 1945 Gozdnica und liegt in der polnischen Woiwodschaft Lebus.